# Мукоадгезия
Мукоадгезия — это способность некоторых материалов к прилипанию (адгезии) к поверхности слизистых тканей в теле человека или животных. Мукоадгезия является частным случаем биоадгезии, которая рассматривает прилипание материалов к любым биологическим поверхностям.

## Мукоадгезивные материалы
Как правило, водорастворимые и водонабухающие полимеры обладают мукоадгезивными свойствами. При этом полимеры, содержащие в своей структуре ионизирующиеся группы (полиэлектролиты), способны лучше прилипать к слизистым поверхностям по сравнению с неионными (нейтральными) полимерами. Примерами полимеров, обладающих существенными мукоадгезивными свойствами, являются хитозан, полиакриловая кислота и слабосшитые производные (карбополы и карбомеры), альгинат натрия, гиалуроновая кислота и другие.
Некоторые неорганические материалы, поверхность которых имеет специфические функциональные группы, также имеют способность к мукоадгезии.

## Мукоадгезивные лекарственные формы
Мукоадгезивные лекарственные формы бывают твёрдыми, мягкими и жидкими. К твёрдым относятся таблетки (например, для буккальной доставки лекарств) и плёнки (например, глазные или влагалищные). Жидкими лекарственными формами могут быть капли для носа или глаз, а также растворы для перорального введения (например, препарат Гевискон). Примером мягких мукоадгезивных форм могут служить гели для доставки лекарств во влагалище.

## Способы усиления мукоадгезивных свойств материалов
Усиление мукоадгезивных свойств материалов возможно при введении специальных функциональных групп, способных образовывать ковалентные связи с муцинами, присутствующими на поверхности слизистых мембран. Такими функциональными группами являются тиольная, акрилоильная, метакрилоильная, малеимидная, фенилборная, катехольная и другие. Природа химических реакций таких групп с муцинами и образующихся ковалентных связей может быть различна. Например, тиольные, акрилоильные, метакрилоильные и малеимидные группы мукоадгезивных материалов образуют ковалентные связи с тиолами, присутствующими в муцинах в остатках цистеина.

## Методы оценки мукоадгезивных свойств
Существует несколько подходов для исследования мукоадгезии и мукоадгезивных свойств. Один из подходов включает изучение природы взаимодействий между мукоадгезивным материалами и муцинами. Такой подход может включать применение методов спектроскопии и калориметрии. Другим подходом является непосредственное изучение силы отрыва мукоадгезивного материала от поверхности слизистой ткани. Как правило, в данном методе используют устройства для механических измерений и слизистые ткани животных в качестве субстрата. Такие механические измерения позволяют определять силу отрыва лекарственной формы от поверхности, а также работу адгезии.

## Применения мукоадгезии в фармацевтике
В фармацевтических технологиях нашло применение мукоадгезивных лекарственных форм при доставке лекарств в глаз, нос, ротовую полость, пищевод, мочевой пузырь и влагалище. Способность к мукоадгезии позволяет лекарственным формам дольше удерживаться на поверхности слизистых мембран, что приводит к более длительному терапевтическому эффекту и дает возможность молекулам лекарства проникать в клетки слизистого эпителия.

## Применения мукоадгезии в пищевых технологиях
В пищевых технологиях применение мукоадгезивных материалов позволяет влиять на вкусоощущение. В некоторых случаях наличие мукоадгезии между компонентами пищевых продуктов и слизистыми тканями ротовой полости может быть нежелательным. Например, мукоадгезия может быть причиной ощущения сухости во рту после приёма некоторых белковых напитков.